# Rolando Barahona-Sotela
Rolando Barahona-Sotela es un arquitecto y Master en Arte Urbano costarricense. Es Premio Nacional de Arquitectura de Costa Rica 2010 . Se desempeña como docente de la Universidad de Costa Rica y curador de arte y diseño.

## Biografía

Proyecto Los Hongos

En 1970 se graduó de Licenciatura Arquitectura y Diseño en la Escuela de Arquitectura de la Universidad Iberoamericana en Ciudad de México. De 1978 a 1979 realizó diversos cursos de escultura, cerámica, pintura, fotografía y grabado en la Escuela de Artes Plásticas en la Facultad de Bellas Artes de la Universidad de Costa Rica. En 1996 cursó estudios de Arte y Ciudad en el Instituto Universitario di Architettura di Venezia, en Italia. En el año 1997 llevó cursos sobre Fotografía Experimental en el Photography Department, NYU de Nueva York. Su Master Studio and Urban Art lo obtuvo entre los años 1995 a 1998 en el Department of Art Professions, School of Education, New York University.
Fue director del Museo de Arte y Diseño Contemporáneo de Costa Rica en el período de 1998 a 2004 y actualmente es coordinador del Taller Espacio-Energía de quinto año de la Escuela de Arquitectura de la Universidad de Costa Rica. Desde 1972 hasta la fecha, tiene en San José su propio estudio, Rolando Barahona Arquitecto, que se centra en el diseño en arquitectura, urbanismo, muebles y arquitectura paisajista. Ha realizado más de 100 proyectos.

## Investigación

### Investigación en Geobiología
Ciencia del Hábitat, del sentido de lugar y tiempo, radiaciones naturales en contacto con los seres vivos,  La Tierra y sus procesos naturales. Primer arquitecto en aplicarla al diseño en Latinoamérica.

### Investigación docente
(teórica y aplicada) Hacia una Arquitectura humanizada, responsable y en armonía con la MADRE TIERRA. El lema básico es: estudiante y docente en diálogo hacia un diseño coherente como la materialización de un proceso creativo cuya esencia es la
reflexión sobre valores (sentimiento, emoción, intuición, imaginación)  que trascienden la materia y la estética. Ampliar y perfeccionar las capacidades del diseñador significa adquirir las herramientas capaces de organizar la actividad humana  inserta en un espacio armónico, saludable y respetuoso de su hábitat, por la regeneración del planeta hacia un  desarrollo sostenible. Defiende que el aprender a nutrir un diseño confortable y protector con valores de estímulo a la estabilidad emocional del usuario es contribuir al avance de la cultura con respeto, y abrir la oportunidad para todos.

## Premios y reconocimientos
2010        
- PREMIO NACIONAL DE ARQUITECTURA 2010, Premio Arq. José Ma. Barrantes. Reconocimiento a la trayectoria profesional por el aporte  la Arquitectura, la Cultura, la investigación y la docencia.

- Mención de Honor Espacio Interno, proyecto Aqua-color- Revista Su Casa

- Mención honorífica, Premio Metalco 2010.

2004       
- Gran Premio METALCO.  Mejor Obra Construida en Metal.  Vll Bienal de Arquitectura, Capítulo Internacional. Colegio de Arquitectos. San José, Costa Rica.

- Segundo Lugar Premio a la Consideración Paisajística  Vll Bienal de Arquitectura en Costa Rica.

- Finalista de la IV Bienal de Arquitectura Iberoamericana 2004 Por Santuarios Habitables en Madrid, España, por jurado especializado para representar a C.A  en  Lima, Perú.

2001          
- Premio a Costa Rica, y como Asesor-curador invitado por Costa Rica, lV Bienal del Caribe. Mejor presentación por país. R. Barahona-Sotela, Santo Domingo, República Dominicana.

- Sitio web MADC, seleccionado entre los mejores 25 webs de Museos Internacionales, Asesor guía: Rolando Barahona-Sotela

2000	
- Gran Premio METALCO.  Mejor Obra Construida en Metal.  V Bienal de Arquitectura, Capítulo Internacional.  Colegio de Arquitectos.  San José, Costa Rica.

- Gran Premio.  Mejor Obra Construida en Concreto.  V Bienal de Arquitectura, Capítulo Internacional.  Colegio de Arquitectos.  San José, Costa Rica.

- Curador invitado a la sexta exhibición anual del Programa de Venecia 2000. Casa Italiana Zerilli–Marimó, New York. N.Y.

1997 
- Seleccionado del Programa de Venecia, N.Y. para presentación en Casa Italiana Zerilli Marimó, NYC,  New York, U.S.A.

1996 
- Primer Premio. Mejor Diseño Arquitectónico. Hotel Radisson Costa Rica. Bienal Internacional de Arquitectura y Urbanismo. San José, Costa Rica

1987 
- Diploma por Práctica Profesional Sobresaliente. Colegio de Arquitectos. San José, Costa Rica.

## Conferencias y Charlas
Autor de diversos escritos de arte y arquitectura. Ha impartido talleres, charlas  y conferencias en: Centroamérica, México, Dinamarca,  en el Taipei Fine Arts Museum en Taiwán; en la  Bienal de Arquitectura de La Habana. Fue conferencista invitado por Columbia University en  Nueva York y en el Museo Guggenheim de Venecia, entre otros. Ha sido reconocido como conferencista, investigador y practicante constante de Geobiología, la nueva ciencia del Hábitat, aplicada a la arquitectura por un espacio habitable saludable, balanceado y armónico con las energías del planeta y el Universo